# Пенгрин, Николай Романович
Пенгрин Николай Романович (род. 7 августа 1984, Караганда) — казахстанский игрок в мини-футбол и футбол, заслуженный мастер спорта Республики Казахстан. Играл в составе клубов МФК «Икар», МФК «Тулпар», ФК «Шахтёр», АФК «Кайрат» и МФК «Астана-Тулпар». Официально завершил карьеру в 2021 году.

## Биография
Свою футбольную карьеру Пенгрин Николай начал в 2005 году в составе мини-футбольного клуба «Икар», который позднее в 2007 году объединился с клубом «Тулпар», где Николай продолжил играть в качестве нападающего. В сезоне 2008—2009 становится бронзовым призёром Чемпионата Казахстана по мини-футболу и обладателем бронзы Кубка Казахстана по мини-футболу. Также в этот сезон Николай отметился лучшим бомбардиром страны в рамках чемпионата.
В 2009 году переходит в карагандинский футбольный клуб «Шахтер». Однако с большим футболом отношения продлились не долго и в этом же году происходит возвращение в мини-футбол, в составе МФК «Тулпар», где Николай пробудет до 2011 года. В сезонах 2009—2010 и 2010—2011 в составе МФК «Тулпар» становится серебряным призёром Чемпионата Казахстана по мини-футболу, кроме того в 2009 году получает серебро Кубка Казахстана по мини-футболу, а в 2010 году МФК «Тулпар» забирает золото Кубка Казахстана. В 2011 перед самым переходом в «Кайрат» Пенгрин забирает вместе с «Тулпаром» бронзу Кубка Казахстана.
С 2011 по 2014 год карьера футболиста продолжается в составе АФК «Кайрат», где он становится трехкратным призёром Чемпионата Казахстана по мини-футболу в сезонах 2011—2012, 2012—2013 и 2013—2014. Также 2012 и 2013 годах АФК «Кайрат», честь которого продолжал в эти годы защищать Николай забирает дважды подряд золото на Кубке Казахстана. Из важных побед в это время заметно чемпионство на Суперкубке Казахстана. В 2014 году Николая отметили как лучшего бомбардира Кубка Казахстана.
В сезонах 2014—2016 Николай перешел в МФК «Астана Тулпар». И в сезоне 2014—2015 Николай снова становится лучшим бомбардиром Чемпионата Казахстана.
Сезон 2016—2017 годов футболист проводит в составе МФК «Жетысу» (г. Талдыкорган).
Новостью для казахстанского мини-футбола стал переход в 2018 году Пенгрина Николая в состав кыргызского мини-футбольного клуба «Эрем», где он пробыл целый год и завоевал титул Чемпиона Кыргызстана по мини-футболу.
В 2019 году происходит возвращение в Казахстан, но уже в составе МФК «Окжетпес» (Кокшетау).

## Международные кубки и соревнования
2013 год — обладатель Кубка УЕФА по мини-футболу. Вместе с МФК «Кайрат» Николай забирает победу в финальном матче со счетом 4:3 против «Динамо-Москва».
2014 год — обладатель в составе МФК «Кайрат» Кубка Еременко.
2014 год — в составе сборной Казахстана по мини-футболу победитель турнира «Tashkent Cup».
2016 год — бронзовый призёр Чемпионата Европы по мини-футболу в составе сборной Казахстана. А также в этот год Николай принял участие в 1/8 Чемпионата Мира в составе сборной РК по мини-футболу.
Всего за сборную Казахстана по мини-футболу Николай провел 50 игр и забил 17 мячей, что делает его одним из тройки самых результативных игроков национальной команды.